# 土曜の午後は♪ ヒゲとノブコのWEEKEND JUKEBOX
『土曜の午後は♪ ヒゲとノブコのWEEKEND JUKEBOX』（どようのごごは♪ ヒゲとノブコのウィークエンド・ジュークボックス）は、文化放送のラジオ番組。2014年4月5日から2016年9月24日まで放送されていた。放送時間は毎週土曜 13:00 - 15:00。

## 概要
「笑える音楽番組 ～ストレス解放音楽バラエティ」をコンセプトとし、「ニヤッと笑うネタからお腹を抱えて笑うネタまで、リスナーからの投稿を中心としたネタの合間に懐かしい音楽や話題の音楽をたっぷりお届けする」とうたう、文化放送の土曜昼ワイド番組。

## ネット局
ネット局は高知以外は全て前番組『みのもんたのウィークエンドをつかまえろ』を継承している。
| 放送対象地域 | 放送局          | 放送時間               | 放送期間                     | 備考   |
| ------------ | --------------- | ---------------------- | ---------------------------- | ------ |
| 関東広域圏   | 文化放送（QR）  | 毎週土曜 13:00 - 15:00 | 2014年4月5日 - 2016年9月24日 | 制作局 |
| 山形県       | 山形放送（YBC） | 毎週土曜 13:00 - 15:00 | 2014年4月5日 - 2016年9月10日 |        |
| 山口県       | 山口放送（KRY） | 毎週土曜 13:00 - 15:00 | 2014年4月5日 - 2016年9月24日 |        |
| 高知県       | 高知放送（RKC） | 毎週土曜 13:00 - 15:00 | 2015年4月4日 - 2016年9月17日 |        |

## 出演者

### パーソナリティ
- 山田ルイ53世（髭男爵）
- 宮崎宣子（フリーアナウンサー）

### リポーター
※「ヒゲとノブコ ぶらぶらJUKEBOX」を担当。
- お侍ちゃん
- 西川文野（文化放送アナウンサー(当時)） - 2015年4月4日 -

### 過去の出演者
- 海山昆布 - 2014年4月5日 - 4月26日
- Gたかし - 2014年4月5日 - 2015年3月28日

## タイムテーブル
- 13:00：オープニング
- 13:10：ヒゲとノブコ 今日のJUKEBOX
- 13:25：ヒゲとノブコ 投稿JUKEBOX その1
- 13:35：ヒゲとノブコ ぶらぶらJUKEBOX
- 13:50：お便りJUKEBOX
- 13:55：天気予報[4][5]
- 13:56：交通情報
- 14:00：文化放送ニュース
- 14:05：ヒゲとノブコ JUKEBOX SPECIAL
- 14:30：ヒゲとノブコ 投稿JUKEBOX その2
- 14:40：JUKEBOX LAST MESSAGE
- 14:50：エンディング
- 14:55：交通情報[6][7]
- 14:57：ヒゲとノブコの1分劇場〜まもなく親父熱愛〜

## 特番による休止
プロ野球パシフィック・リーグクライマックスシリーズが開催される日（概ね10月第2・第3土曜日）は、文化放送では『文化放送スポーツスペシャル』として中継を編成する。通常クライマックスシリーズはデーゲームで開催されるため、本番組は休止または14時飛び降りとなる。この場合、地方ネット局に対しては裏送りで、本番組を通常通り放送する。ただし、クライマックスシリーズがナイトゲームとなる場合は、文化放送も通常放送となる。
1月第1土曜日が、2日または3日に重なった場合は、『文化放送新春スポーツスペシャル 箱根駅伝実況中継』のため、ネット局も含めて休止となる。
この他、以下の特番により、本番組の休止が発生している。
- 2015年3月21日 - 『再発見!文化放送開局記念特番 武田鉄矢 出張出前おろし〜龍馬外伝〜』[9]のため休止され、ネット局も当該特番へ差し替え。
- 2015年8月15日 - 『終戦の日・報道スペシャル "70回目の8.15"〜語り継ぐべきこと〜』[10][11]のため休止され、ネット局も当該特番へ差し替え。
- 2015年12月5日 - 『ジャパネット presents 民放ラジオ全47局ネット特別番組 ラジオのちから2015』[12]のため休止され、ネット局も当該特番へ差し替え。
- 2015年12月12日 - 『近藤真彦35周年記念特番 MATCHY THE DREAM!!』のため2週連続で休止され、ネット局も当該特番へ差し替え。